# Henning von Holtzendorff

Henning von Holtzendorff in der Uniform eines Vizeadmirals

Henning Rudolf Adolf Karl von Holtzendorff (* 9. Januar 1853 in Berlin; † 7. Juni 1919 in Prenzlau) war ein deutscher Großadmiral während des Ersten Weltkriegs, der durch sein Memorandum für uneingeschränkten U-Boot-Krieg bekannt wurde.

## Leben
Holtzendorff entstammt der uckermärkischen Uradelsfamilie von Holtzendorff. Sein Vater war Otto von Holtzendorff (1817–1887), Direktor der Deutschen Kreditbank in Gotha. Er trat am 11. April 1869 als Kadett in die Marine ein und absolvierte seine Grundausbildung auf der Segelfregatte Gefion. Er nahm am Krieg 1870/71 in der Nordsee teil und hatte danach zahlreiche Auslandkommandos, so auf der Korvette Nymphe während ihrer Weltumsegelung und als Flaggleutnant des Admirals von Knorr beim Westafrikanischen Kreuzergeschwader in Kamerun. Im Boxeraufstand 1900 war er Linienschiffskommandant und diente als II. Admiral des Kreuzergeschwaders in Ostasien während des Russisch-Japanischen Krieges. Im Oberkommando der Marine (wiederum unter von Knorr) als Chef des Stabes der Ostseedivision und als Oberwerftdirektor in Danzig wurde Holtzendorf auch in hohen Landkommandostellen positiv beurteilt. Am 30. September 1906 erfolgte dann seine Ernennung zum Chef des I. Geschwaders der Hochseeflotte. Anschließend übernahm er am 1. Oktober 1909 das Kommando der Hochseeflotte und wurde Flottenchef. Seine Beförderung zum Admiral erfolgte am 27. Januar 1910. Wegen eines Streits mit Großadmiral Alfred von Tirpitz und Kaiser Wilhelm II. um den Kurs in der Rüstungs- und Marinepolitik verließ er die Flotte und wurde am 30. Januar 1913 zur Disposition gestellt. Holtzendorff wurde am 16. Juni 1913 auf Lebenszeit in das Preußische Herrenhaus berufen.
Ein Jahr nach Beginn des Ersten Weltkriegs wurde Holtzendorff am 5. September 1915 reaktiviert und zum Chef des Admiralstabs der Kaiserlichen Marine ernannt. In dieser Funktion legte er im Dezember 1916 Wilhelm II. ein Memorandum vor, in dem er den uneingeschränkten U-Boot-Krieg fordert. Diese Art von Kriegführung sollte Großbritannien innerhalb von fünf Monaten in die Defensive zwingen und innerhalb von acht Monaten demoralisieren. Zwar würde möglicherweise der Kriegseintritt der USA auf Seiten der Alliierten provoziert, Holtzendorffs „uneingeschränkter U-Boot-Krieg“ sollte aber den Zusammenbruch Großbritanniens als Hauptstütze der Entente-Mächte herbeiführen, ehe die USA entscheidend in Europa eingreifen könnten.
Tatsächlich wurde der uneingeschränkte U-Boot-Krieg von deutscher Seite zum 1. Februar 1917 begonnen. Der gewünschte Erfolg blieb aber aus. Zwar wurden die USA mit in den Krieg gezogen, England aber nicht entscheidend geschwächt. Das führte zur Absetzung Holtzendorffs am 10. August 1918 mit der Einsetzung von Reinhard Scheer als Oberkommandierenden der Marine. Bereits am 31. Juli 1918 war er zum Großadmiral befördert worden. Am 27. August 1918 wurde er zur Disposition gestellt, aber auf Allerhöchsten Befehl in der Rangliste der Marine weitergeführt.
Nach Ende des Krieges zog er sich ins Privatleben zurück und verstarb am 7. Juni 1919 in Prenzlau. Am 29. Oktober 1887 hatte er in Stettin Margarethe verw. Klotz geb. Zitelmann geheiratet. Die Ehe blieb kinderlos, doch er adoptierte Helga und Inge(borg) Zitelmann, Töchter des Konrad Zitelmann, die 1907 als von Holtzendorff in den preußischen Adelsstand erhoben wurden. Inge wurde Schriftstellerin und heiratete den Maler Conrad Westpfahl.

## Auszeichnungen
- Schwarzer Adlerorden mit der Kette[2] am 19. September 1912
- Großkreuz des Roten Adlerordens mit Eichenlaub und Schwertern am Ringe[2]
- Kronenorden I. Klasse[2]
- Pour le Mérite mit Eichenlaub[2]
  - Pour le Mérite am 22. März 1917
  - Eichenlaub am 1. Februar 1918
- Stern der Komture des Königlichen Hausordens von Hohenzollern mit Schwertern[2]
- Eisernes Kreuz II. und I. Klasse[2]
- Preußisches Dienstauszeichnungskreuz[2]
- Komtur II. Klasse des Ordens vom Zähringer Löwen[2]
- Bayerischer Militärverdienstorden I. Klasse mit Schwertern[2]
- Hanseatenkreuz Bremen, Hamburg[2]
- Großkreuz des Greifenordens[2]
- Ehrengroßkreuz des Oldenburgischen Haus- und Verdienstordens des Herzogs Peter Friedrich Ludwig[2]
- Friedrich-August-Kreuz I. Klasse[2]
- Großkreuz des Hausordens vom Weißen Falken[2]
- Großkreuz der Württembergischen Krone[2]
- Großkreuz des Österreichischen Leopold-Ordens